# Kauppapuistikko
Kauppapuistikko est une esplanade du centre de Vaasa en Finlande.

## Histoire
Le centre-ville est organisé selon un plan hippodamien conçu par Carl Axel Setterberg en 1855.
Les cinq esplanades d'une largeur de 35,6 mètres :  Hovioikeudenpuistikko, Vaasanpuistikko, Korsholmanpuistikko, Kirkkopuistikko et Kauppapuistikko forment un site culturel construit d'intérêt national en Finlande.

## Présentation
La rue orientée sud-nord, longue d'environ un kilomètre et demi, s'arrête sur la place du marché de Vaasa entre Vaasanpuistikko et Hovioikeudenpuistikko et continue de l'autre côté de la place.
La rue commence au nord de Rautatienkatu et se termine au début de la route nationale 3 à Hietalahti.

## Bâtiments remarquables
Parmi les bâtiments bordant la rue Kauppapuistikko:
| N°    | Bâtiment                          | Architecte                 | Const.    | Image | Réf.  |
| 2     | Hanken                            |                            |           |       |       |
| 3     | immeuble                          | J. S. Sirén                | 1949      |       | [ 3 ] |
| 4     | Ancienne école d'économie         | Matti Visanti              | 1934      |       | [ 3 ] |
| 6     | immeuble                          | Sulo Kalliokoski           | 1963      |       |       |
| 12    | Maison Hartman                    | Kauno S. Kallio            | 1913      |       | [ 4 ] |
| 13    | Maison Asko                       | Viljo Revell               | 1939      |       | [ 3 ] |
| 16    | immeuble                          | Kurt Simberg               | 1962      |       | [ 3 ] |
| 18    | Iristalo                          | K. J. Ahlskog              | 1941      |       | [ 3 ] |
| 20    | immeuble                          | Kari Kyyhkynen             | 1976      |       | [ 3 ] |
| 22    | École primaire de Kauppapuistikko | Bertel Jung Oscar Bomanson | 1911–1913 |       | [ 5 ] |
| 24    | Immeuble                          | Erik Lindroos              | 1963      |       | [ 3 ] |
| 27    | Immeuble                          | Aimo O. Aalto              | 1958      |       | [ 3 ] |
| 28    | Immeuble                          | Wegelius & Kiili           | 1978      |       | [ 3 ] |
| 29    | Immeuble                          | O. Söderlund               | 1938      |       | [ 3 ] |
| 30    | Immeuble                          | Gösta Bergman              | 1966      |       | [ 3 ] |
| 32    | Immeuble                          | Karl Erik Ivars            | 1969      |       |       |
| 34    | Immeuble                          | E. Niemelä                 | 1963      |       | [ 3 ] |
| 35    | Immeuble                          | L. K. Aarnio               | 1952      |       | [ 3 ] |
| 37    | Immeuble                          | Kaj Englund                | 1959      |       | [ 3 ] |
| 38    | Immeuble                          | Keijo Petäjä               | 1963      |       | [ 3 ] |
| 39    | Immeuble                          | Gösta Bergman              |           |       | [ 3 ] |
| 40    | Immeuble                          | Olli Vaahtera              | 1963      |       | [ 3 ] |
| 43–45 | Immeuble                          | Eeli Marttunen             | 1980      |       | [ 3 ] |
| 44    | Immeuble                          | Eeli Marttunen             | 1966      |       | [ 3 ] |
| 46    | Immeuble                          | Kaj Englund                | 1955      |       | [ 3 ] |
| 48    | Tours                             | Niilo Kostiainen           | 1959      |       | [ 3 ] |